# Luigj Gurakuqi (reżyser)
Luigj Gurakuqi (ur. 13 stycznia 1928 w Tiranie, zm. 2006 w Tiranie) – albański reżyser i śpiewak operowy.

## Życiorys
Karierę artystyczną rozpoczynał w wieku 17 lat, występując od grudnia 1944 w Państwowym Chórze Albanii. W tym zespole występował do 1947, uczestnicząc także w koncertach zagranicznych, w Bułgarii i Jugosławii. Równocześnie z występami w chórze uczył się w liceum artystycznym Jordan Misja w Tiranie, a także pracował w Dyrekcji Kolei Państwowych w Durrësie.
W 1950 został powołany do służby wojskowej, którą odbywał w Korczy. W tym czasie związał się z Zespołem Artystycznym Armii Albańskiej, w którym występował do 1955, już po zakończeniu służby wojskowej. Jednorazowo "wypożyczony" do Chóru Młodzieży Albańskiej wystąpił w 1951 na III Światowym Festiwalu Młodzieży i Studentów w Berlinie.
W roku 1956 rozpoczął pracę suflera i konferansjera w Filharmonii Albańskiej. W 1959 wygrał konkurs na stypendium w ZSRR dla kandydatów na reżyserów operowych. Zwycięstwo w konkursie umożliwiło mu podjęcie studiów w Rosyjskiej Akademii Sztuki Teatralnej GITIS w Moskwie. Po zerwaniu stosunków sowiecko-albańskich w 1961 został zmuszony przerwać studia i wrócić do Albanii. Tam kontynuował studia w szkole aktorskiej im. Aleksandra Moisiu, specjalizując się w reżyserii operowej. Dyplom obronił w 1964 r. wystawiając na scenie narodowej operę Poławiacze pereł Bizeta. Do 1978 przygotował 10 spektakli operowych, wystawiając m.in. Rigoletto, Cyganerię, a także pierwsze opery albańskie – Mrika Prenka Jakovy czy Kwiaty pamięci (Lulja e kujtimit). Do kilku spektakli operowych (Carmen, Rycerskość wieśniacza, Cyrulik sewilski) przetłumaczył libretta z języka włoskiego. Zagrał też epizodyczne role w trzech filmach fabularnych (m.in. Plumba Perandorit, Gracka i Mysafiri).
Równolegle do pracy na scenie, kierował specjalizacją operową w Instytucie Sztuk w Tiranie, a także współpracował z Telewizją Albańską. W 1983 odszedł na emeryturę, ale sporadycznie reżyserował spektakle operowe do 1988. Pośmiertnie został wyróżniony tytułem Wielkiego Mistrza (Mjeshter i Madh).